# بالدردییا

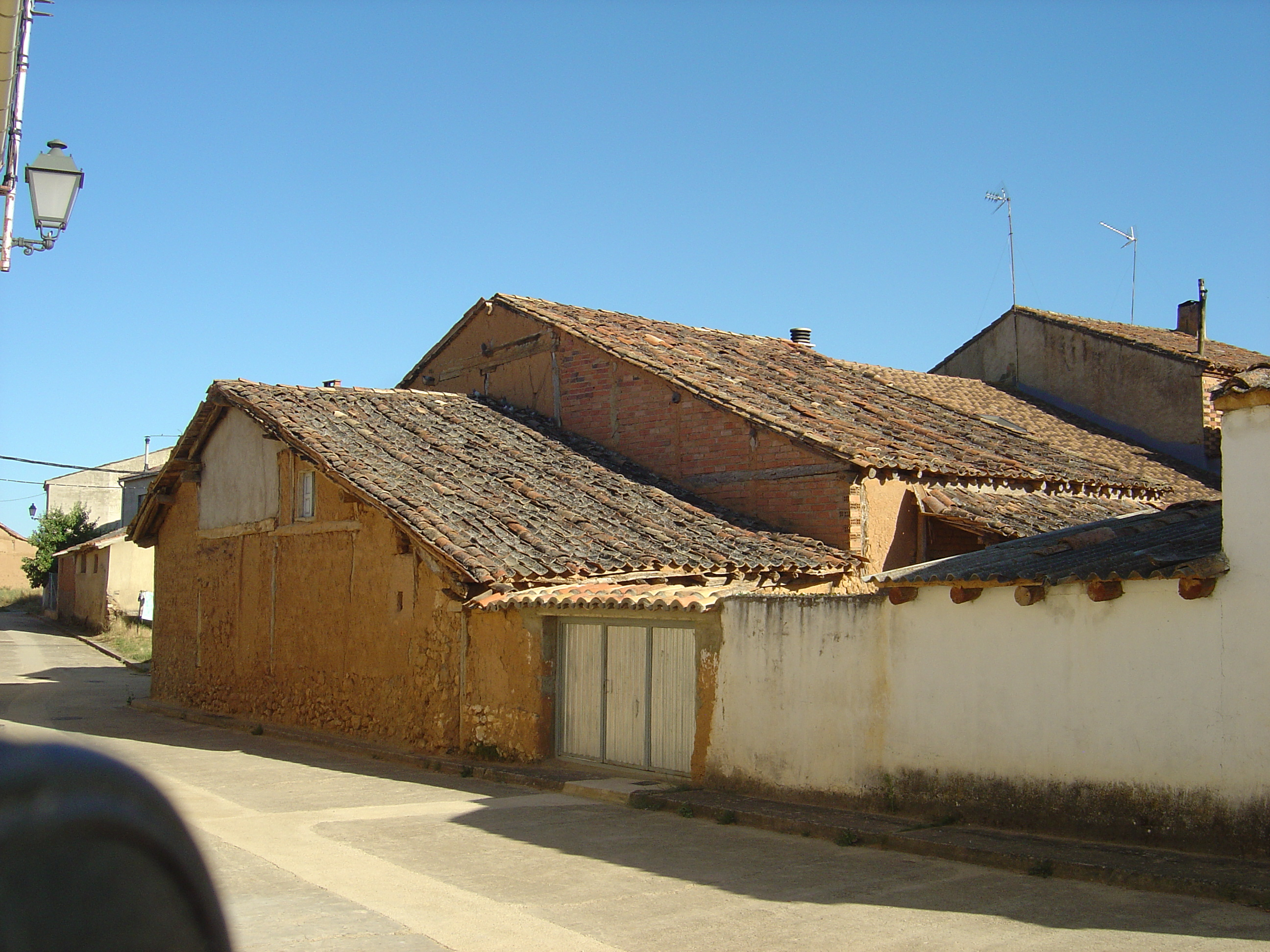
ساختمان قدیمی در روستای بالدردییا

بالدردییا (به اسپانیایی: Valderrodilla) یک دهستان در اسپانیا است که در سریا واقع شده‌است.

## خصوصیات
بالدردییا ۳۲ کیلومترمربع مساحت و ۱۱۱ نفر جمعیت دارد.